# 巴達維亞 (阿肯色州)
巴達維亞（英語：Batavia）是位於美國阿肯色州布恩縣的一個非建制地區。該地的面積和人口皆未知。

## 地理
巴達維亞的座標為36°15′18″N 93°13′22″W / 36.25500°N 93.22278°W，而該地的平均海拔高度為459米（即1506英尺）。